# 山口武夫
山口 武夫（やまぐち たけお、1894年（明治27年）8月1日 - 1963年（昭和38年）10月3日）は、大日本帝国陸軍軍人。最終階級は陸軍少将。

## 経歴
1894年（明治27年）に和歌山県で生まれた。陸軍士官学校第27期卒業。1939年（昭和14年）8月1日に陸軍歩兵大佐進級と同時に陸軍予科士官学校学生隊長に就任した。1940年（昭和15年）10月に歩兵第226連隊長（第1軍・第37師団・第37歩兵団）に転じ、日中戦争に出動して、運城に駐屯した。1943年（昭和18年）3月に陸軍士官学校留学生隊長に就任し、1944年（昭和19年）3月1日に陸軍少将に進級した。
同年5月22日に編制された独立混成第53旅団（南方軍・パラオ地区集団）の旅団長に5月27日に就任。パラオ諸島の守備に就き、終戦を迎えた。
1947年（昭和22年）11月28日、公職追放仮指定を受けた。